# Krankenhauszweckverband Augsburg
Der Krankenhauszweckverband Augsburg (kurz KZVA) ist eine Körperschaft des öffentlichen Rechts mit Sitz in Augsburg. Verbandsmitglieder sind der Landkreis Augsburg und die Stadt Augsburg. Der KZVA nahm 1970 seine Arbeit auf und war ursprünglich Träger des Klinikums Augsburg und des Klinikums Augsburg Süd in Haunstetten. Damit erfüllte er die Aufgabe, die Bevölkerung in der Stadt und im Landkreis Augsburg bestmöglich mit Krankenhausleistungen zu versorgen. Mit dem 2018 geschlossenen Transaktionsvertrag zwischen dem Freistaat Bayern und dem KZVA zur Errichtung des Universitätsklinikums ging die Trägerschaft der beiden Einrichtungen zum 1. Januar 2019 an den Freistaat Bayern über. Seither übernimmt der KZVA die Rechte und Pflichten der Krankenhausförderung nach dem Bayerischen Krankenhausgesetzes (BayKrG) und unterstützt das Universitätsklinikum gemäß Transaktionsvertrag bei der Finanzierung.

## Organisation
Das beschließende Gremium des Krankenhauszweckverbandes Augsburg stellt die Verbandsversammlung dar, die aus dem Oberbürgermeister der Stadt Augsburg, dem Landrat des Landkreises Augsburg, neun Stadträten der Stadt Augsburg und neun Kreisräten des Landkreises Augsburg besteht. Alle Verbandsräte besitzen eine Stimme. Den Vorsitzenden des Krankenhauszweckverbandes stellt im zweijährigen Wechsel der Oberbürgermeister der Stadt und der Landrat des Landkreises. Während dieser Zeit stellt der andere Part dann jeweils den stellvertretenden Vorsitzenden. Der Sitz des Krankenhauszweckverbandes befindet sich am Universitätsklinikum Augsburg.